# Kanonierki typu Kubaniec
Kanonierki typu Kubaniec (ros. Кубанец) – ogólna nazwa rosyjskich a następnie ukraińskich i radzieckich kanonierek, oddanych do użytku w 1887, sprzedanych w 1923 i złomowanych w 1945. Nazwa kanonierek nawiązuje do Kozaków kubańskich.
Kanonierki Kubaniec zostały zamówione w latach 1882–1902 dla Floty Czarnomorskiej jako część dozbrajania tej floty.
Podczas I wojny światowej okręty tego typu patrolowały Morze Czarne. Okręty te broniły pozostałych statków Floty Czarnomorskiej przed atakami Turków na port w Odessie. Od 1916 okręty te weszły w skład Flotylli Dunajskiej. Głównym zadaniem tych okrętów było wsparcie ogniowe piechoty lądowej Armii Imperium Rosyjskiego.